# Republicanii (Franța)
Republicanii (în franceză Les Républicains, uneori prescurtat LR) este un partid politic de dreapta din Franța, înființat la 30 mai 2015 prin redenumirea Uniunii pentru o Mișcare Populară (UMP).
Ideea unui nou nume și a unei schimbării statutului a fost lansată de Nicolas Sarkozy în septembrie 2014, în cadrul campaniei pentru alegerea președintelui partidului UMP. După ce a fost ales, el a propus numele „Republicanii”. În paralel, Nathalie Kosciusko-Morizet, vicepreședinte partidului, a propus un nou proiect de statut care prevede, printre altele, organizarea unei alegeri primare pentru a desemna candidatul partidului la alegerea prezidențială și sfârșitul curentelor interne de opinie.
Având în vedere criticile exprimate privind noul nume atât de membri interni, cât și de cei externi ai partidului, un referendum a fost propus. Sesizat de unii asociații și partide de stânga, judecătorul delegat cu luarea măsurilor provizorii a autorizat numele. Câteva zile mai târziu, noul nume și noul statut au fost aprobați de 83,28 % și respectiv de 96,34 % din cei 45,74 % de membri care au participat la vot.
În ianuarie 2016, partidul cuprindea peste 238.200 de membri.

## Legături externe
- www.republicains.fr, site-ul oficial| - v - d - m Principalele partide politice din Franța                           | - v - d - m Principalele partide politice din Franța                                                                               |
| ------------------------------------------------------------------------------ | --- |
| Extrema stângă                                                                 | - Lutte Ouvrière (LO) - Noul Partid Anticapitalist (NPA)                                                                           |
| Stânga                                                                         | - Partidul Comunist Francez (PCF) - La France Insoumise (LFI) - Génération.s (G.s) - Noul Acord (ND)                               |
| Centru-stânga                                                                  | - Ecologia Europeană – Verzii (EELV) - Partidul Socialist (PS) - Teritoriile Progresului (TdP) - Partidul Radical al Stângii (PRG) |
| Centru                                                                         | - La République En Marche! (LREM) - Mișcarea Democrată (MoDem) - Partidul Radical (PR)                                             |
| Centru-dreapta                                                                 | - Orizonturi - Uniunea Democraților și Independenților (UDI) - Agir - Republicanii (LR)                                            |
| Dreapta                                                                        | - Debout la France (DLF) - Uniunea Populară Republicană (UPR)                                                                      |
| Extrema dreaptă                                                                | - Patrioții (LP) - Adunarea Națională (RN) - Reconquête (REC)                                                                      |
| See also: Stânga diversă (DVG), Centrul divers (DVC) and Dreapta diversă (DVD) | |